# 横浜市立若葉台特別支援学校
横浜市立若葉台特別支援学校（よこはましりつ わかばだいとくべつしえんがっこう）は、神奈川県横浜市旭区に所在する特別支援学校である。肢体不自由教育部門と知的障害教育部門を併置している。

## 概要
平成25年（2013年）1月、横浜市立新治特別支援学校が緑区新治町から移転し、横浜市立若葉台特別支援学校（通称：横浜わかば学園）として開校。同年4月には、既存の肢体不自由教育部門に加え、知的障害教育部門高等部を新設し、市内初の知肢併置校となった。

## 教育課程
肢体不自由教育部門（A部門）には、小学部・中学部・高等部が設置されている。一方、知的障害教育部門（B部門）には高等部が設けられている。
知的障害教育部門の高等部における教育課程は、国語や数学などの一般教科に加え、校内実習および現場実習の三つの領域から構成されている。校内実習は、ビルメンテナンス、オフィスサポート、パン工房の三つのコースに分かれており、生徒は1年次にすべてのコースをローテーションで体験した後、2年次に希望する1つのコースを選択する仕組みとなっている。
横浜市立若葉台小学校、横浜市立上川井小学校、横浜市立若葉台中学校などと学校間交流を実施している。

## 沿革
- 2012年12月31日（平成24年） - 横浜市立新治特別支援学校（肢体不自由教育部門）が移転[4]。
- 2013年1月1日（平成25年） - 横浜市立若葉台特別支援学校（横浜わかば学園）開校。
- 2013年1月9日（平成25年） - 横浜市立若葉台特別支援学校 開校宣言式を実施。
- 2013年4月1日（平成25年） - 知的障害教育部門高等部を開設。
- 2013年4月26日（平成25年） - 開校式典を挙行。
- 2014年4月1日（平成26年） - 学校運営協議会を設置。
- 2017年1月27日（平成29年） - キャリア教育優良校として文部科学大臣表彰を受賞。
- 2017年4月26日（平成29年） - 『カフェわかば』を開店。
- 2018年3月12日（平成30年） - 横浜市優秀教育実践校表彰を受賞。
- 2020年4月23日（令和2年） - 読書活動推進により文部科学大臣表彰を受賞。

## 児童・生徒数
肢体不自由教育部門（A部門）
- 小学部：32名
- 中学部：24名
- 高等部：19名

知的障害教育部門（B部門）
- 高等部：81名

※令和7年度（2025年度）時点

## 歴代校長一覧
| 代    | 氏名        | 就任年 |
| ----- | ----------- | ------ |
| 初代  | 坪井 純一   | 2013年 |
| 第2代 | 工藤 幹夫   | 2014年 |
| 第3代 | 佐塚 丈彦   | 2019年 |
| 第4代 | 小林 淳一   | 2020年 |
| 第5代 | 笹平 みどり | 2023年 |

## 施設概要
- 校地面積：19,063㎡
- 延床面積：9,400㎡
- 校舎構造：鉄筋コンクリート3階建（一部4階）

## 所在地
〒241-0801　神奈川県横浜市旭区若葉台二丁目1番地1号

## アクセス
- JR横浜線「十日市場駅」下車、横浜市営バス65系統「若葉台中央」行き 約15分、「若葉台近隣公園前」下車 徒歩3分
- 東急田園都市線「青葉台駅」下車、市営バス65系統「若葉台中央」行き 約25分、「若葉台近隣公園前」下車 徒歩3分
- 相鉄線「三ツ境駅」下車、神奈川中央バス・相鉄バス116系統「近隣公園経由 若葉台中央」行き 約20分、「若葉台南」下車 徒歩2分
- JR横浜線-東急田園都市線「長津田駅」下車、横浜市営バスｰ神奈川中央交通バス40系統「若葉台中央」行き 約20分、「若葉台近隣公園前」下車 徒歩3分